# Martina Winklerová
Martina Winklerová (* 1970) je německá historička zaměřující se především na kulturní dějiny střední a východní Evropy.

## Život
V letech 1989–1994 studovala dějiny, literární vědu a některé oblasti práva na Svobodné univerzitě v Berlíně a Londýnské univerzitě. V roce 1999 promovala na Lipské univerzitě. Od roku 2008 do roku 2012 byla zastupující profesorkou východoevropských dějin na univerzitě v Münsteru. V roce 2013 byla na Univerzitě v Brémách jmenována profesorkou kulturních dějin střední Evropy se zaměřením na historii Československa. V češtině vyšla její disertace o Karlu Kramářovi. 
Působí na Univerzitě v Brémách, kde vede Institut historických věd. Je členkou Collegia Carolina.

## Dílo (výběr)
- WortEnde. Intellektuelle im 21. Jahrhundert? Leipzig 2001.
- Karel Kramář (1860–1937). Selbstbild, Fremdwahrnehmungen und Modernisierungsverständnis eines tschechischen Politikers. München 2002. ISBN 978-3-486-56620-8 (česky: Karel Kramář (1860–1937): představa o sobě samých, vnímání druhých a modernizace v pojetí českého politika. Vyd. 1. Praha: Argo, 2011. 347 s. Ecce homo; sv. 15. ISBN 978-80-257-0348-9.[5]
- (společně s Alexandrem Krausem) Weltmeere – Wissen und Wahrnehmung im langen 19. Jahrhundert. Göttingen 2014
- Das Imperium und die Seeotter. Die Expansion Russlands in den nordpazifischen Raum (1700–1867). Göttingen 2016. ISBN 978-3-525-30177-7.